# オオギリンZ
『オオギリンZ』( - ゼット)は、日本テレビのバラエティ番組で、審査員に箱を持ってくる覆面のキャラクターでもある。

## 概要
- 3人のお笑いタレント（コンビだとボケの方）と1人のお笑い素人（芸能人）が同じ問題に答え、審査員がジャッジし答えた芸人の順位を決める新感覚大喜利。
- 順位によって席が上下する。（第19回『全国高等学校クイズ選手権』準決勝のアップダウンクイズのセットを使っている為）
- お笑い素人よりも下の順位のお笑いタレントは、「TV史上初の恥ずかしめ」屈辱的な罰ゲームを受ける。
- プロデューサーは、『ダウンタウンのガキの使いやあらへんで!!』の監修者、柳岡秀一。

## 放送日時・出演者
- 2005年4月2日バリューナイトフィーバー枠
  - スピードワゴン、インパルス、竹山隆範(カンニング)
  - お笑い素人・ウエンツ瑛士
  - アシスタント・審査員:山口もえ
  - 審査員:清水ミチコ
- 2005年4月9日バリューナイトフィーバー枠
  - おぎやはぎ、アンガールズ、劇団ひとり　
  - お笑い素人・KABA.ちゃん、ウエンツ瑛士
  - アシスタント・審査員:安めぐみ
  - 審査員・YOU
- 司会・自称お笑い素人:藤井恒久（日本テレビアナウンサー）
- 2006年1月1日（大笑点で生放送）
  - 司会・さまぁ〜ず、阿部哲子アナウンサー
  - 13:30-13:50ごろ
    - インパルス板倉俊之、南海キャンディーズしずちゃん、レイザーラモンHG、だいたひかる
    - お笑い素人:小倉優子、（VTR出演）横峯良郎
    - 審査員:MEGUMI

  - 16:20-16:40ごろ
    - 次長課長河本準一、レギュラー松本、友近、ドランクドラゴン、森三中大島美幸
    - お笑い素人:長瀬智也
    - 審査員・小池栄子

## 関連番組
- プロアマ（お笑いタレントと一般人がネタで対決する大喜利的番組。TBS系列で2006年1月2日23:45-25:09放送）